# فراری ۱۹۵ اس
فراری ۱۹۵ اس (Ferrari 195 S) خودرویی است که در سال ۱۹۵۰ تولید شده‌است.
این خودرو در کلاس خودرو اسپورت قرار گرفته، طراحی آن خودروهای موتور جلو-محور عقب بوده است.